# 西中光
西中 光（にしなか ひかる）は日本の女性声優。主にアダルトゲームに声をあてている。

## 出演作品
太字は主役・メインキャラクター

### ゲーム

#### 2005年
- 接待媚品 〜巨乳OL達の淫らな午後〜（藤堂晶）
- ヘブンストラーダ（エリカ・インゲボルグ）[1]

#### 2007年
- ご奉仕します! コスロイド（アンジェラ）[2]
- 新世紀いじってプリンセス 〜もう!またそんなことまで〜（エア）[3]

#### 2008年
- 今日からプリンス（シェリー）[4]
- 新世紀いじってプリンセスNEXT 〜鬼（なまいき）姫ビィ登場!〜（エア）
- 催淫孕ませキーワード「…あぁん、そんなコト言われたら、もう私…わたし…」（神楽早苗）[5]
- トナリの世界 -踏み外した淫靡な日常-（本庄恵理）[6]

#### 2009年
- いたずラブ ひと気のない公園で少女と愛を育もう（幸恵）
- エンドリープ 〜降り積もる恋人の記憶〜（飛矢崎未来）[7]
- 必殺シゴキ人 〜院内巨乳天使斬り〜（斉木梢）[8]

#### 2010年
- イキジゴク（藤川麗乃）[9]
- えむ先生のクリスマス&イキジゴクなクリスマス DL版スペシャルクリスマスパック（藤川麗乃）
- 激! 特濃! 汁まみれ 〜先輩に出してかけてザーメンだらけ〜（クロト赤頭）[10]
- 寝取られナース 人妻さやか 堕落淫乱調教編（日比野さやか）

#### 2011年
- 狗哭（阿佐井菊子）[11]
- 蠱蝶の夢 「もう、やめて……! これ以上私の精神(こころ)を穢さないで……!」（久我奏）[12]
- 純潔★女神さまっ!「種付けしてください、ダンナさまっ!」（レア）[13]
- 少女のきもち 〜おんなのこだって、エッチだもん!〜（武藤彩楓）[14]